# 大木貴将
大木 貴将（おおき たかまさ、1991年11月22日 - ）は、千葉県君津市出身の元プロ野球選手（内野手）。右投左打。

## 経歴

### プロ入り前
拓殖大学紅陵高等学校では3年生の夏の第91回選手権大会・千葉大会での準優勝が最高成績で、全国大会出場経験はない。1歳下の後輩に加藤貴之がいる。
高校卒業後は日本大学に進学し、硬式野球部に入部したが、2年時に当時の監督と折り合わなかったことを理由に退部し大学も中退した。
1年のブランクを経て、2012年12月9日に行われた四国アイランドリーグplusの2013年度ドラフト会議により香川オリーブガイナーズに入団した。

### 独立リーグ時代
2013年には32試合に出場し、打率.200、2打点だった。。
2014年は主に外野手として公式戦に出場し、シーズン終盤は1番・中堅手に定着した。
2015年は右翼手と二塁手を務め、8月の月間打率が.356の成績で、月間MVPを受賞した。シーズン通算では68試合に出場し、打率.327、盗塁数43で首位打者と最多盗塁のタイトルを受賞した。「首位打者と最多盗塁」の二冠はリーグ史上初で、43盗塁はシーズン80試合だった2009年に笠井要一が作ったチーム記録(41)を68試合で更新した。
2015年10月22日に行われたプロ野球ドラフト会議で千葉ロッテマリーンズから育成ドラフト1巡目で指名され、支度金300万円、年俸300万円（金額は推定）の条件で入団、背番号は121となった。

### ロッテ時代
2016年、1月7日に神奈川県在住の女性と結婚し、入籍した。7月29日に同期入団の柿沼友哉と共に支配下選手登録され、同時に背番号が68に変更された。イースタン・リーグ公式戦には二塁手、遊撃手、外野手などで出場し、チーム最多の16盗塁を記録した。
2017年、9月21日に出場選手登録され、同日の対埼玉西武ライオンズ戦において8回表に代走でプロ初出場し、9回表に迎えた初打席では二塁手への直飛球で凡退した。9月29日の対オリックス・バファローズ戦では9番・三塁手でプロ初先発出場し、3回裏の第1打席で初安打（中前安打）を放ち、直後に初盗塁（二盗）を記録した。
2018年は4月21日に出場選手登録され、その日の対埼玉西武ライオンズ戦（メットライフドーム）で8回の裏に守備についたが、その翌日の4月22日に一軍登録を抹消された。最終的にこのシーズンはこの1試合のみの出場に終わった。
2019年は一軍出場の機会がなかった。レギュラーシーズン終了後の10月3日に球団より来季の契約を結ばないと通告された。
引退後は教員免許取得を目指し学生をしている。

## 選手としての特徴
50メートル走のタイムは5秒8を記録し、打席から一塁までは4秒を切る。

## 詳細情報

### 年度別打撃成績
| 年 度    | 球 団    | 試 合 | 打 席 | 打 数 | 得 点 | 安 打 | 二 塁 打 | 三 塁 打 | 本 塁 打 | 塁 打 | 打 点 | 盗 塁 | 盗 塁 死 | 犠 打 | 犠 飛 | 四 球 | 敬 遠 | 死 球 | 三 振 | 併 殺 打 | 打 率 | 出 塁 率 | 長 打 率 | O P S |
| -------- | -------- | ----- | ----- | ----- | ----- | ----- | -------- | -------- | -------- | ----- | ----- | ----- | -------- | ----- | ----- | ----- | ----- | ----- | ----- | -------- | ----- | -------- | -------- | ----- |
| 2017     | ロッテ   | 9     | 13    | 13    | 3     | 2     | 0        | 0        | 0        | 2     | 0     | 1     | 0        | 0     | 0     | 0     | 0     | 0     | 2     | 0        | .154  | .154     | .154     | .308  |
| 2018     | ロッテ   | 1     | 0     | 0     | 0     | 0     | 0        | 0        | 0        | 0     | 0     | 0     | 0        | 0     | 0     | 0     | 0     | 0     | 0     | 0        | ----  | ----     | ----     | ----  |
| NPB：2年 | NPB：2年 | 10    | 13    | 13    | 3     | 2     | 0        | 0        | 0        | 2     | 0     | 1     | 0        | 0     | 0     | 0     | 0     | 0     | 2     | 0        | .154  | .154     | .154     | .308  |

### 年度別守備成績
| 年 度 | 球 団  | 二塁  | 二塁  | 二塁  | 二塁  | 二塁  | 二塁     | 三塁  | 三塁  | 三塁  | 三塁  | 三塁  | 三塁     | 外野  | 外野  | 外野  | 外野  | 外野  | 外野     |
| 年 度 | 球 団  | 試 合 | 刺 殺 | 補 殺 | 失 策 | 併 殺 | 守 備 率 | 試 合 | 刺 殺 | 補 殺 | 失 策 | 併 殺 | 守 備 率 | 試 合 | 刺 殺 | 補 殺 | 失 策 | 併 殺 | 守 備 率 |
| ----- | ------ | ----- | ----- | ----- | ----- | ----- | -------- | ----- | ----- | ----- | ----- | ----- | -------- | ----- | ----- | ----- | ----- | ----- | -------- |
| 2017  | ロッテ | 5     | 4     | 7     | 0     | 0     | 1.000    | 3     | 1     | 3     | 0     | 1     | 1.000    | -     | -     | -     | -     | -     | -        |
| 2018  | ロッテ | -     | -     | -     | -     | -     | -        | -     | -     | -     | -     | -     | -        | 1     | 0     | 0     | 0     | 0     | ----     |
| 通算  | 通算   | 5     | 4     | 7     | 0     | 0     | 1.000    | 3     | 1     | 3     | 0     | 1     | 1.000    | 1     | 0     | 0     | 0     | 0     | ----     |

### 記録
NPB
- 初出場：2017年9月21日、対埼玉西武ライオンズ25回戦（メットライフドーム）、8回表にウィリー・モー・ペーニャの代走で出場
- 初打席：同上、9回表に平井克典から二直
- 初先発出場：2017年9月29日、対オリックス・バファローズ24回戦（ZOZOマリンスタジアム）、9番・三塁手として先発出場
- 初安打：同上、3回裏に吉田一将から中前安打
- 初盗塁：同上、3回裏に二盗（投手：吉田一将、捕手：若月健矢）

### 独立リーグでの打撃成績
| 年 度     | 球 団     | 試 合 | 打 席 | 打 数 | 得 点 | 安 打 | 二 塁 打 | 三 塁 打 | 本 塁 打 | 打 点 | 盗 塁 | 犠 打 | 犠 飛 | 四 球 | 死 球 | 三 振 | 打 率 | 出 塁 率 | 長 打 率 |
| --------- | --------- | ----- | ----- | ----- | ----- | ----- | -------- | -------- | -------- | ----- | ----- | ----- | ----- | ----- | ----- | ----- | ----- | -------- | -------- |
| 2013      | 香川      | 32    | 43    | 40    | 8     | 8     | 0        | 2        | 0        | 2     | 2     | 0     | 0     | 3     | 0     | 10    | .200  | .256     | .300     |
| 2014      | 香川      | 63    | 142   | 131   | 23    | 32    | 0        | 3        | 0        | 9     | 18    | 1     | 0     | 9     | 1     | 25    | .244  | .298     | .290     |
| 2015      | 香川      | 68    | 273   | 248   | 34    | 81    | 6        | 4        | 0        | 12    | 43    | 3     | 1     | 21    | 0     | 23    | .327  | .378     | .383     |
| 通算：3年 | 通算：3年 | 163   | 458   | 419   | 65    | 121   | 6        | 9        | 0        | 23    | 63    | 4     | 1     | 33    | 1     | 58    | .289  | .341     | .346     |

- 各年度の太字はリーグ最高

### 独立リーグでの表彰
表彰
- 首位打者：1回 （2015年）
- 最多盗塁：1回 （2015年）
- 月間MVP：1回 （2015年8月）

### 背番号
- 4 （2013年 - 2015年）
- 121 （2016年 - 同年7月28日）
- 68 （2016年7月29日 - 2019年）